# Лебедев, Геннадий Фёдорович (велогонщик)
Геннадий Фёдорович Лебедев (12 мая 1940, Туркменская ССР, Ашхабад — 10 мая 2014 Узбекистан, Ташкент) — советский велогонщик, победитель Велогонки Мира 1965 года в личном и командном зачёте. Заслуженный мастер спорта СССР.

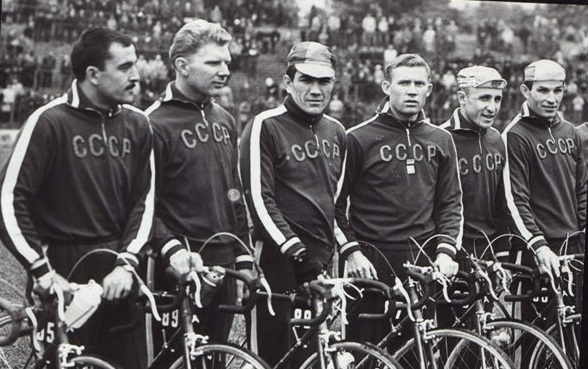
Геннадий Лебедев (4-й слева) в составе сборной СССР.

## Биография
В 1963 году на Велогонке Мира одержал победу на 13-м этапе.
В 1964 году принял участие в командной гонке на Чемпионате мира, по итогам которой занял 9-е место.Championnats du Monde 1964. Contre-la-montre par équipe Hommes. les-sports.info. Архивировано 22 сентября 2013 года.
В 1965 году стал победителем Велогонки Мира в генеральном и командном зачётах (в ходе которой также выиграл на 10-м этапе и лидировал в спринтерском зачёте), одержал победу на двух этапах Тура Югославии. В этом же году за выдающиеся спортивные достижения удостоен почётного звания «Мастер спорта СССР международного класса» и награждён Орденом «Знак Почёта».
В 1966 году на очередной Велогонки Мира в составе сборной СССР одержал победу в командном зачёте по итогам гонки
Выступал за команду ЦСКА, неоднократный призёр «Первенства Вооруженных Сил СССР».
По окончании спортивной карьеры возглавлял Спортивный Клуб Армии (СКА № 11) Туркестанского военного округа, подполковник. Проживал в Ташкенте.

## Достижения
1963
Велогонка Мира
13-й этап
1964
9-й на Чемпионате мира в командной гонке (с Олизаренко, Петровым и Вяравасом)
1965
Велогонка Мира
1-й — Генеральная классификация
1-й — Командная классификация
10-й этап
Тур Югославии
5-й (TTT) и 10-й этапы
1966
Велогонка Мира
1-й — Командная классификация